# Pyxine rugulosa
Pyxine rugulosa är en lavart som beskrevs av Stirt. Pyxine rugulosa ingår i släktet Pyxine och familjen Physciaceae.   Inga underarter finns listade i Catalogue of Life.